# Міжнародний авіаційний пікнік «Ґурашка»
Міжнародний авіаційний пікнік «Ґурашка» — авіаційне шоу яке відбувалося в 1996—2010 роках, на аеродромі поруч з селом Ґурашка, Гміни Вйонзовна, Мазовецького воєводства. Організатором заходу виступила фундація «Польські орли», яка допомагає жертвам авіакатастроф і опікується відновленням пам’ятників польської авіації. Терміни проведення заходу зазвичай були гнучкими — від другої половини травня до першої половини червня. Виступи і показові польоти проходили в суботу та неділю.

## Історія

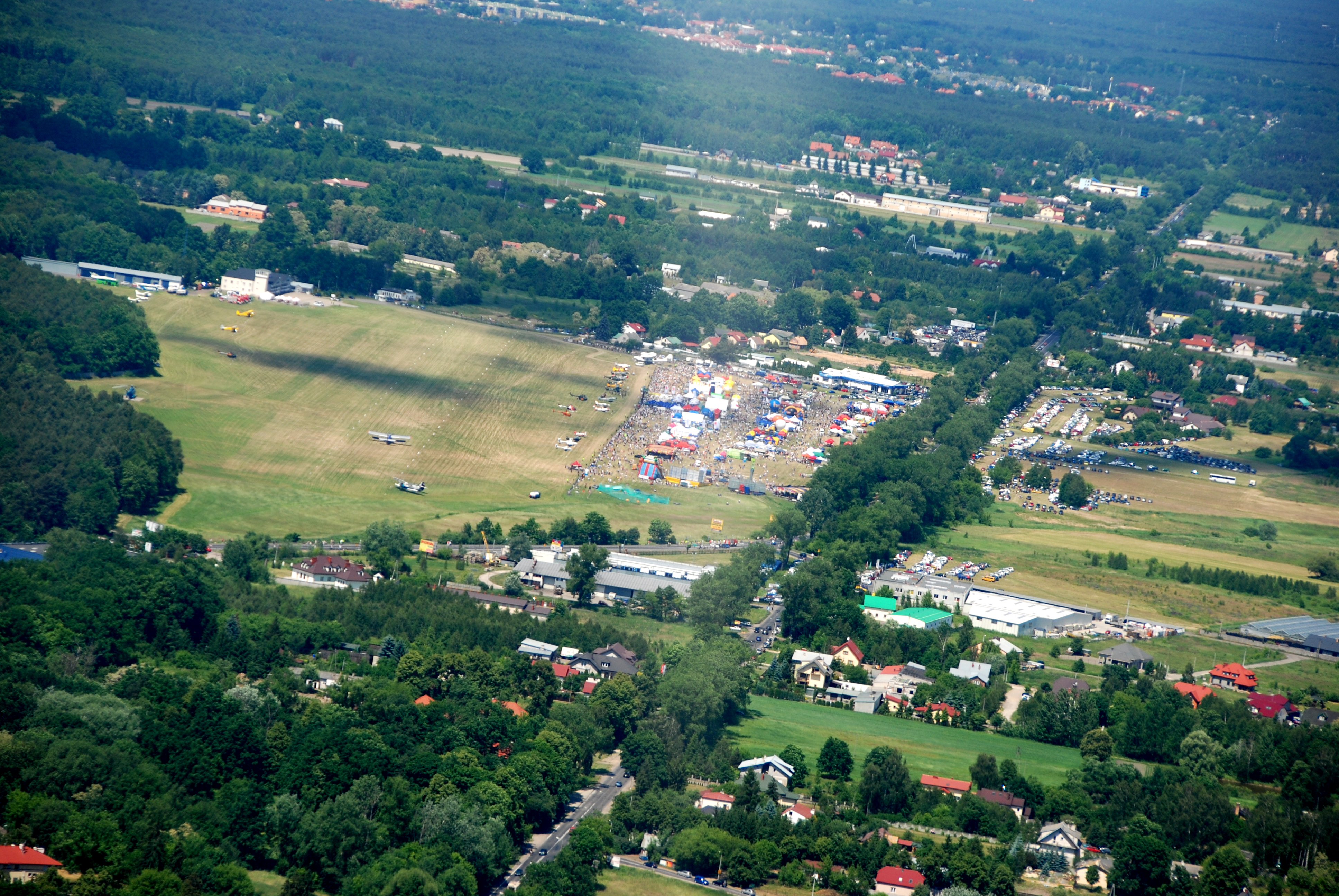
авіаційний пікнік «Ґурашка», 2008 рік

За всю історію пікніка, на аеродромі Ґурашка побували понад 120 різних типів літальних апаратів, починаючи від надважких, таких як CH-47 Chinook, CH-53 Sea Stallion чи Aeritalia G.222, до надлегких аматорських машин, планерів і паратрайків. Серед гостей заходу було чимало відомих спортсменів з аеробатики, серед яких: Петер Бешений, Ганнес Арк, Єжи Макула, Марек Шуфа, Роберт Ковалік та інші.
Через оренду аеропорту Гурашка захід не проводився з 2011 року.